# 니사의 그레고리오스
니사의 그레고리오스(그리스어: Άγιος Γρηγόριος Νύσσης, 라틴어: Gregorius Nyssenus, 335년경~395년)는 카파도키아 출신의 기독교의 주교이자 교부 신학자로서 같은 고향 출신인 나지안조스의 그레고리오스와 함께 삼위일체설을 세우는 데 큰 몫을 한 것으로 평가된다. 그의 주장은 신플라톤주의와 철학적으로 겹치는 점이 많다.
그레고리오스는 형 바실리우스의 행정 능력이나 당시 나지안주스의 그레고리오스의 영향력이 부족했지만, 삼위일체 교리와 니케아 신조에 지대한 공헌을 한 박식한 기독교 신학자였다. 그레고리오스의 철학적 저술은 오리게네스의 영향을 받았다. 20세기 중반 이후 학계에서 그레고리오스의 작품, 특히 보편적 구원과 관련된 작품에 대한 관심이 크게 증가했으며, 이는 그의 신학에 대한 많은 전통적인 해석에 도전을 가져왔다.

De virginitate